# Otolejeunea australiensis
Otolejeunea australiensis är en bladmossart som beskrevs av B.M.Thiers. Otolejeunea australiensis ingår i släktet Otolejeunea och familjen Lejeuneaceae. Inga underarter finns listade i Catalogue of Life.